# Mungo Jerry
Mungo Jerry er en britisk rockgruppe, der havde deres storhedstid i 1970'erne. Gruppen har haft en stor udskiftning i besætningen siden grundlæggelsen i 1969, med Ray Dorset som eneste oprindelige medlem. Gruppens navn er inspireret af "Mungojerrie and Rumpleteazer," fra T. S. Eliots Old Possum's Book of Practical Cats. Gruppens største hit var "In the Summertime", og det er fortsat deres mest succesfulde sang. De haft haft ni singler på UK Singles Chart, inklusive to der nåede nummer 1, og fem sange i top 20 i Sydafrika.

## Diskografi
Albums
- Mungo Jerry – 1970 (No. 13, UK)
- Electronically Tested – 1971 (No. 14, UK)
- You Don't Have to Be in the Army – 1971
- Boot Power – 1972
- Long Legged Woman Dressed in Black – 1974
- Impala Saga – 1975
- Ray Dorset & Mungo Jerry – 1977
- Lovin' in the Alleys, Fightin' in the Streets – 1977
- Six Aside – 1979
- Together Again – 1981
- Boogie Up – 1982
- Katmandu – A Case for the Blues – 1984 (Mungo Jerry/Peter Green/Vincent Crane)
- All the Hits Plus More – 1987 (compilation album)
- Snakebite – 1991
- Old Shoes New Jeans – 1997
- Candy Dreams – 2001
- Move On – The Latest and Greatest – 2002 (compilation)
- Adults Only – 2003
- Naked – From the Heart – 2007
- When She Comes, She Runs All Over Me – 2007
- Cool Jesus – 2012

Singler
- "In the Summertime" – 1970 – No. 1 (released as a 33rpm Dawn Maxi Single, but as a normal Pye 45rpm for jukeboxes – B-Side Mighty Man)
- "Baby Jump" – 1971 – No. 1
- "Lady Rose" – 1971 – No. 5
- "You Don't Have to Be in the Army to Fight in the War" – 1971 – No. 13
- "Open Up " – 1972 – No. 21
- "Alright, Alright, Alright" – 1973 – No. 3
- "Wild Love" – 1973 – No. 32
- "Long Legged Woman Dressed in Black" – 1974 – No. 13
- "Prospects" – 1985 – No. 35 (as 'Made in England')
- "In the Summertime '87" – 1987 – Number 1 (Indie Charts/ as 'Mungo Jerry & Brothers Grimm')
- "Support the Toon – It's Your Duty" (EP inkl. 'Toon Army') – 1999 – No. 57